# Malaryta
Malaryta (belarusiska: Маларыта) är en stad i Belarus. Den ligger i länet Brests voblast, i den sydvästra delen av landet, 300 km sydväst om huvudstaden Mіnsk. Malaryta ligger 157 meter över havet och antalet invånare är 11 823.

## Natur och klimat
Terrängen runt Malaryta är mycket platt. Runt Malaryta är det ganska glesbefolkat, med 21 invånare per kvadratkilometer.. Det finns inga andra samhällen i närheten.
I omgivningarna runt Malaryta växer i huvudsak blandskog.